# Битва при Арройо Гранде (1842)
Битва при Аройо Гранде — одна з битв громадянської війни в Уругваї.